# Ved Stranden (København)
 For alternative betydninger, se Ved Stranden. (Se også artikler, som begynder med Ved Stranden)
Ved Stranden er en gammel gade i Indre By i København mellem Højbro Plads og Holmens Kanal. Gaden ligger i forlængelse af Gammel Strand og grænser ligesom denne op til Slotsholmskanalen.
Flere prominente bygninger ligger her; bl.a. Gustmeyers Gård i nr. 14, opført 1796-97 af Johan Martin Quist for konsul Frederik Ludolf Gustmeyer, og gården i nr. 16, som er opført 1748 af arkitekt Philip de Lange for generalkrigskommissær Stephen Hansen.
Den østligste del optages af Forsvarsministeriets store bygning (nr. 2 / Holmens Kanal nr. 42), opført 1936-38 for Nordisk Gjenforsikrings Selskab af N.P.P. Gundstrup. Bortset fra denne nyere bygning er alle gadens huse fredede.
Ved Stranden har været et yndet motiv for guldaldermalerne.